# Euthénia
Dans la mythologie grecque, Euthénia ou Euthénie (en grec ancien Εὐθηνία / Euthēnía) est la déesse de la prospérité et une des quatre « jeunes Charites » dans la mythologie grecque. Elle fut également intégrée plus tardivement dans les panthéons égyptien et romain, devenant alors l'épouse du dieu-fleuve Nil.

## Biographie
Elle est la fille d'Héphaïstos et d'Aglaé (une des trois Kharites, filles de Zeus). 
Aglaé et ses sœurs sont appelées « Kharites anciennes ». Euthénia et ses sœurs, Euphémé (déesse des louanges, des acclamations), Eukléia (déesse de la gloire) et Philophrosyne (déesse de la bienveillance, de la bonté, de l'amitié, de la bienvenue et de la gentillesse) forment ensemble le groupe des « jeunes Kharites ».

## Panthéons égyptien et romain
Elle fait également partie du panthéon égyptien et du panthéon romain. À l'époque ptolémaïque, elle est devenue l'épouse du dieu-fleuve Nil. Sa première apparition sur les pièces égyptiennes remonte à la dernière décade avant notre ère.
Sur les pièces de monnaie romaines, Euthénia est souvent comparée à Abondance, la personnification de l'abondance et de la prospérité, et Annone, la personnification de l'approvisionnement en céréales à Rome.

### Pages connexes
- Charites